# Hendrik I van Zutphen
Hendrik I van Zutphen, bijgenaamd de Oudere (circa 1080 - 1118) was van 1113 tot aan zijn dood graaf van Zutphen. 

## Levensloop
Hendrik I was een zoon van graaf Otto II van Zutphen uit diens tweede huwelijk met Judith van Arnstein, dochter van graaf Lodewijk van Arnstein. Hij was gehuwd met Mathilde (overleden rond 1117), dochter van Kuno van Northeim, graaf van Beichlingen en Kunigunde van Weimar-Orlamünde.
In 1113 volgde hij zijn vader op als graaf van Zutphen en als ondervoogd van de Abdij van Corvey. Hendrik I werd geregeld in keizerlijke documenten vermeld en kreeg van keizer Hendrik V enkele Friese graafschappen toegewezen, die hij al snel weer verloor.
In 1114 kwam Frederik I van Schwarzenburg, de aartsbisschop van Keulen, in opstand tegen Hendrik V. Onder andere Hendrik I van Zutphen sloot zich aan bij de aartsbisschop en de opstandelingen vielen onder andere het graafschap Gelre aan. In 1117 werd er vrede gesloten en daarna huwelijkte Hendrik zijn zus Ermgard uit aan graaf Gerard II van Gelre.
Hendrik I stierf in 1118, na ongeveer vijf jaar over Zutphen te hebben geregeerd. Aangezien hij geen kinderen had, werden zijn domeinen geërfd door zijn zus Ermgard.